# Egipt na Letnich Igrzyskach Olimpijskich 1976
Egipt na Letnich Igrzyskach Olimpijskich 1976 reprezentowało 27 zawodników, spośród których wszyscy byli mężczyznami. Był to 13. start Egiptu na igrzyskach olimpijskich.

## Skład kadry

### Boks
Mężczyźni
- Said Mohamed Abdel Wehab - waga papierkowa - 9. miejsce
- Said Ahmed El-Ashry - waga musza - 16. miejsce
- Abdel Nabi El-Sayed Mahran - waga kogucia - 25. miejsce
- Ahmed Mahmoud Aly - waga ciężka

### Koszykówka
Mężczyźni
- Mohamed Essam Khaled, Fathi Mohamed Kamel, Hamdi El Seoudi, Mohamed El-Gohary Hanafy, Ahmed Abdel Hamid El-Saharty, Ismail Selim Mohamed, Osman Hassan, Mohamed Hamdi Osman, Awad Abdel Nabi - 12. miejsce

### Siatkówka
Mężczyźni
- Gaber Mooti Abou Zeid, Fouad Salam Alam, Attia El-Sayed Aly, Hamid Mohamed Azim, Samir Loutfi El-Sayed, Mohamed Saleh El-Shikshaki, Aysir Mohamed El-Zalabani, Ibrahim Fakhr El-Din, Mahmoud Mohamed Farag, Ihab Ibrahim Hussein, Azmi Mohamed Megahed, Metwali Mohamed

### Podnoszenie ciężarów
Mężczyźni
- Mustafa Aly - waga musza
- Ahmed Mashall - waga kogucia - 14. miejsce